# Conestoga Cork Works Building
Conestoga Cork Works Building, známá také jako E. Rosenwald & Co. Tobacco Warehouse, Rose Bros. & Co., Farmers Supply, a Rosenwald Court Apartments, je historická budova bývalé továrny a skladu stojící v Lancasteru, Lancaster County v Pensylvánii. Byla postavena v letech 1883 až 1897 na Fulton Street na místě tovární budovy, která shořela roku 1882. Má 3 patra a je postavena z cihel. Do roku 1912 fungovala jako továrna na řezání korku a výrobna deštníků, poté do 60. let jako sklad tabáku a v roce 1992 byla přestavěna na byty.
V roce 1996 byla zařazena do National Register of Historic Places.